# Crotalaria juncea
A Crotalaria juncea é uma planta arbustiva, tropical, de crescimento rápido da familía das fabáceas (leguminosas) e género das crotalárias, muito utilizada no manejo de solos e para o processo de adubação verde em conjunto com bactérias fixadoras de nitrogênio do gênero Rhizobium. É uma planta de crescimento ereto, que pode atingir até dois metros de altura, originária da india e do paquistão, sendo cultivada em diversas zonas tropicais e subtropicais. É uma planta de dias curtos, de ciclo anual, apresentando caule ereto e bastente fibroso, muito resistente quando seco. Suas folhas são simples, lanceoladas, possui raiz pivotante e muito forte, com raizes laterais muito bem desenvolvidas e firmes.
Por ser da família das fabáceas, é capaz de relizar fixação biológica de nitrogênio atmosférico através da simbiose, nas suas raízes, com bactérias do gênero Rhizobium, proporcionando nutrição para a planta e açucares para a bactéria, assim como a incorporação do nitrogênio no solo. Seu uso como adubo verde é muito conhecido e preconizado, levando em conta o seu crescimento rápido, capacidade de suprimir ervas invasoras e grande potêncial de biomassa, mesmo sendo sensível ao fotoperíodo.

## Estudos sobre fixação biológica

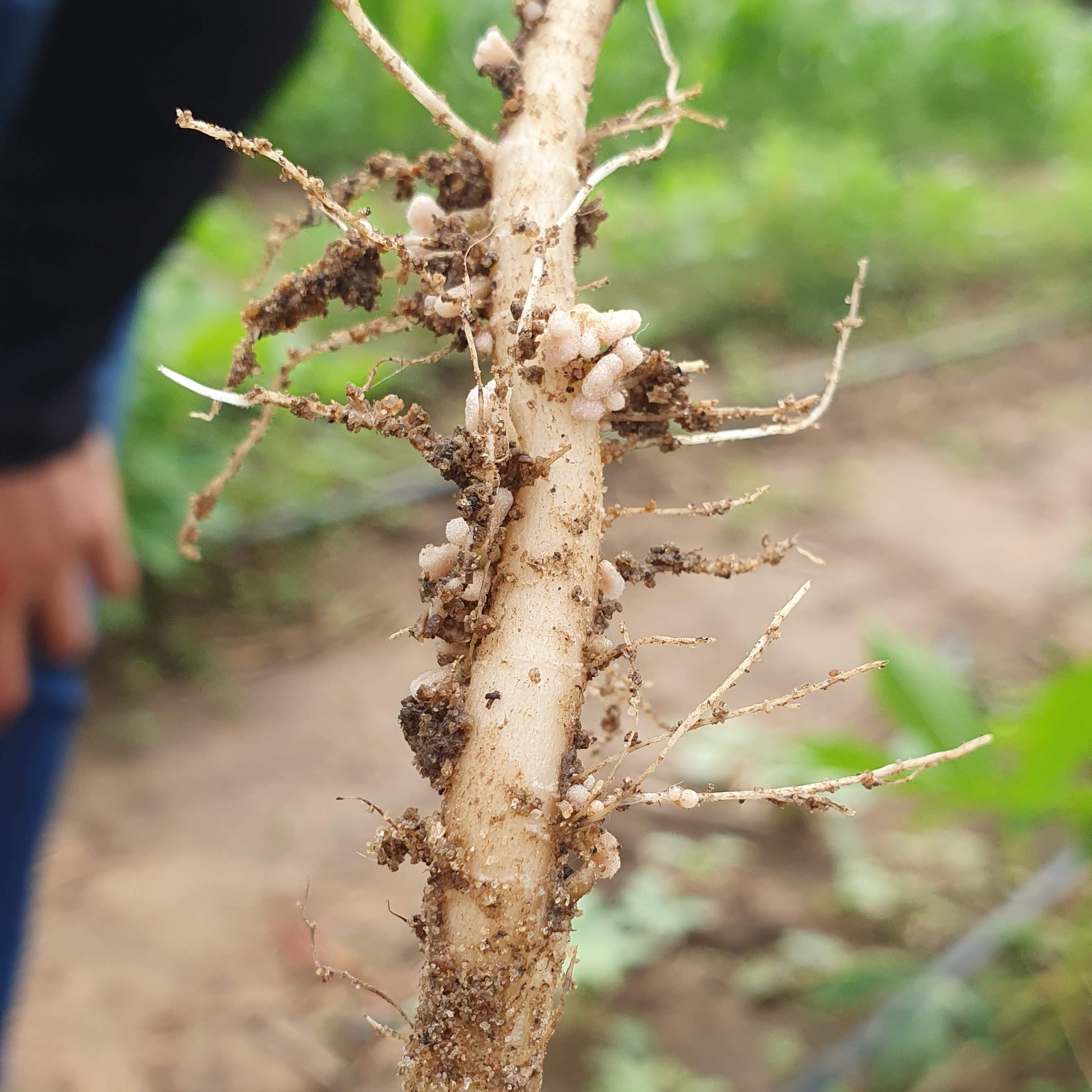
Raiz da planta crotalária Juncea com nódulos de bactérias do gênero rizobium

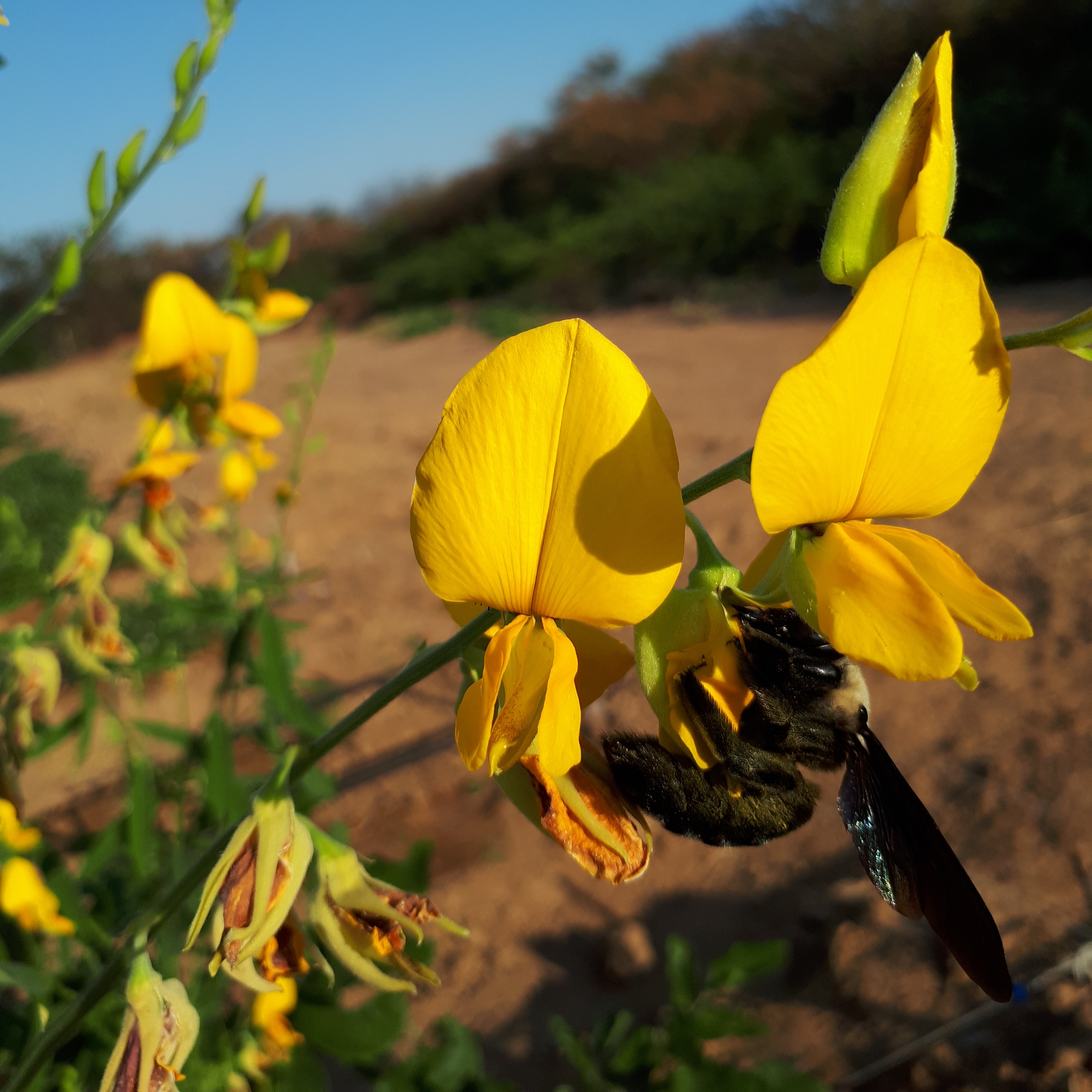
Mamangava visitando flor de crotalária juncea

Diversos autores relatam a eficiência desta planta no processo de fixação biológica, mas ainda é necessário avanços nesta área de pesquisa, arranjos populacionais de Crotalaria juncea, independentemente da épocade semeadura, são determinantes no desempenho agronômico. Assim como é verificado que a matéria se decompoe mais rapidamente quando a densidade de material é menor, melhorando o incremento de N no solo.

## Descrição morfolófica da planta
Planta de ciclo anual, herbácea, de dias curtos, com caule ereto e fibroso, suas folhas são simples, com até 12 centímetros de comprimento e cerca de 3,8 centímetros de largura, em formato de lança oblonga, coberta por triocomas (pelos) curtos e felpdos, dispostas de forma espiral ao longo do caule. Apresenta uma raiz principal do tipo pivotante, muito forte e desenvolvida, assim como as laterais. Forma nódulos lobados fixadores de nitrogênio atmosférico (N2), que são colonizados por bactérias do gênero rizóbio, assim como o feijão e a soja. A planta ramifica aproximadamente aos 50 centímetros acima do solo quando não está adensada, sendo suprimida essa quando a densidade de plantio é muito alta. Quando é cultiva em dias curtos, sua floração ocorre em cerca de oito semanas após o plantio.